# Rairik
Rairik är en ort i Marshallöarna.   Den ligger i kommunen Majuro, i den sydöstra delen av Marshallöarna, 8 km väster om huvudstaden Majuro. Rairik ligger 6 meter över havet och antalet invånare är 6 390.
Terrängen runt Rairik är mycket platt.  Närmaste större samhälle är Majuro, 7,8 km öster om Rairik. 